# Iragna

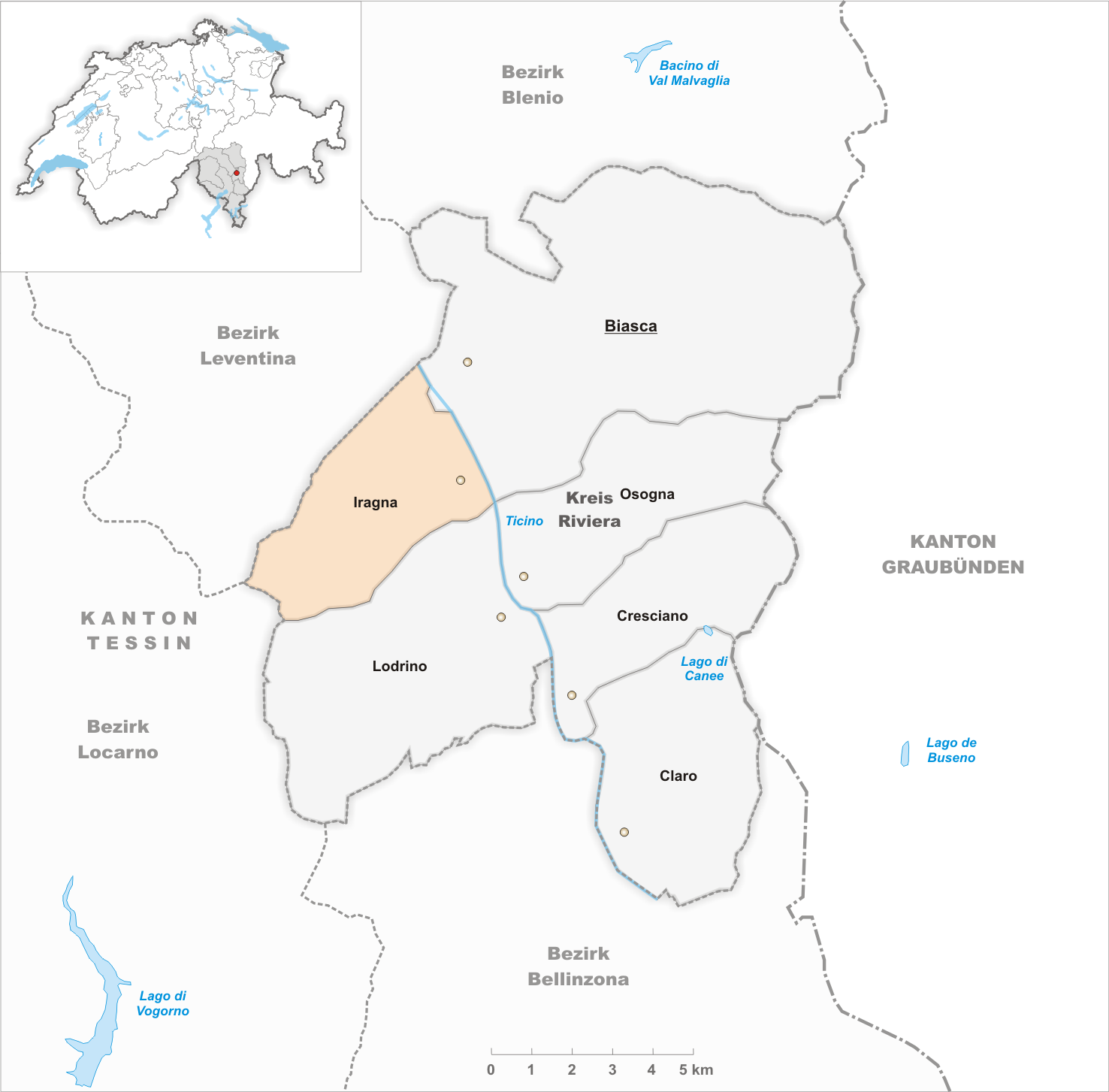
Gemeindestand vor der Fusion am 1. April 2017

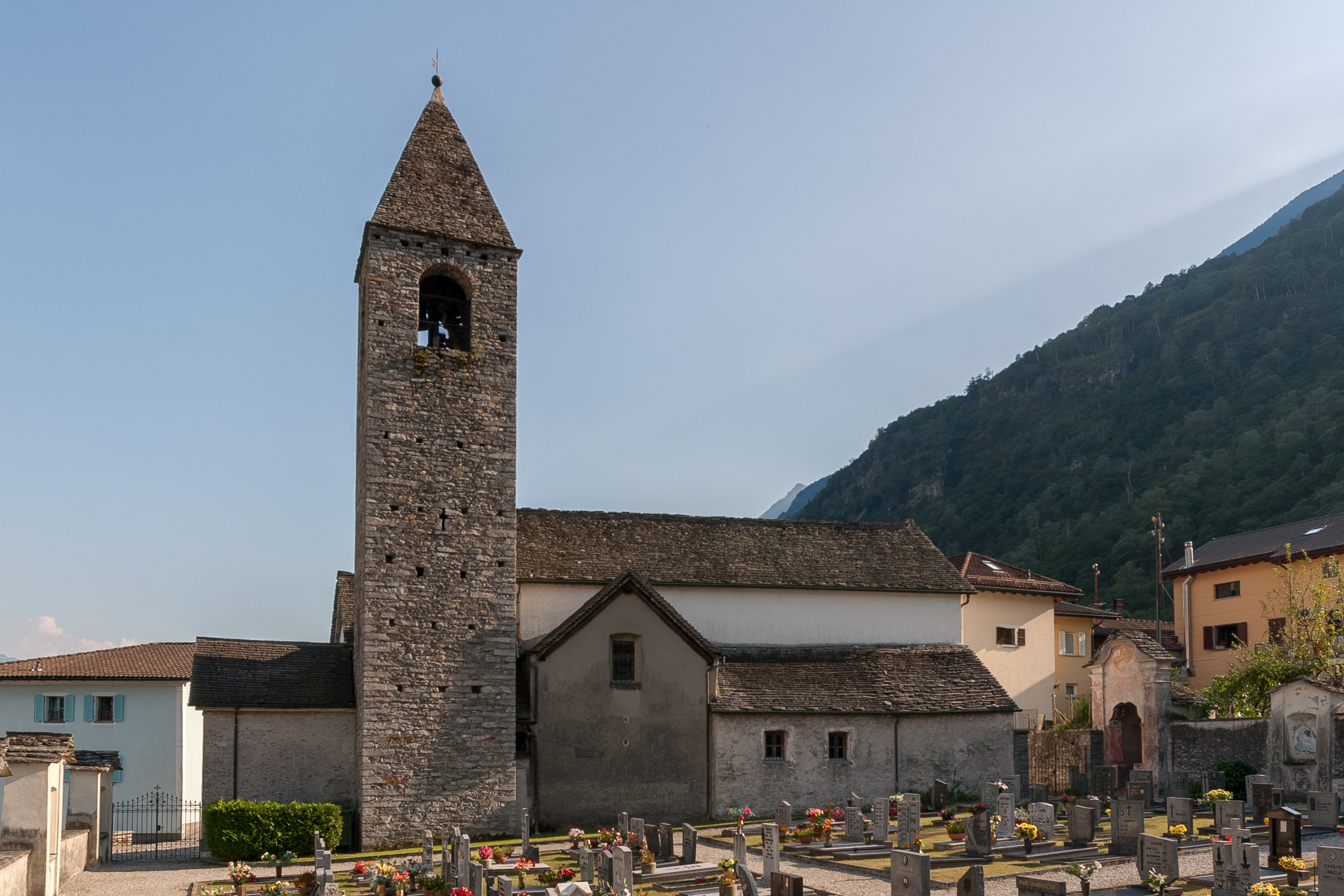
Pfarrkirche Santi Martiri Maccabei

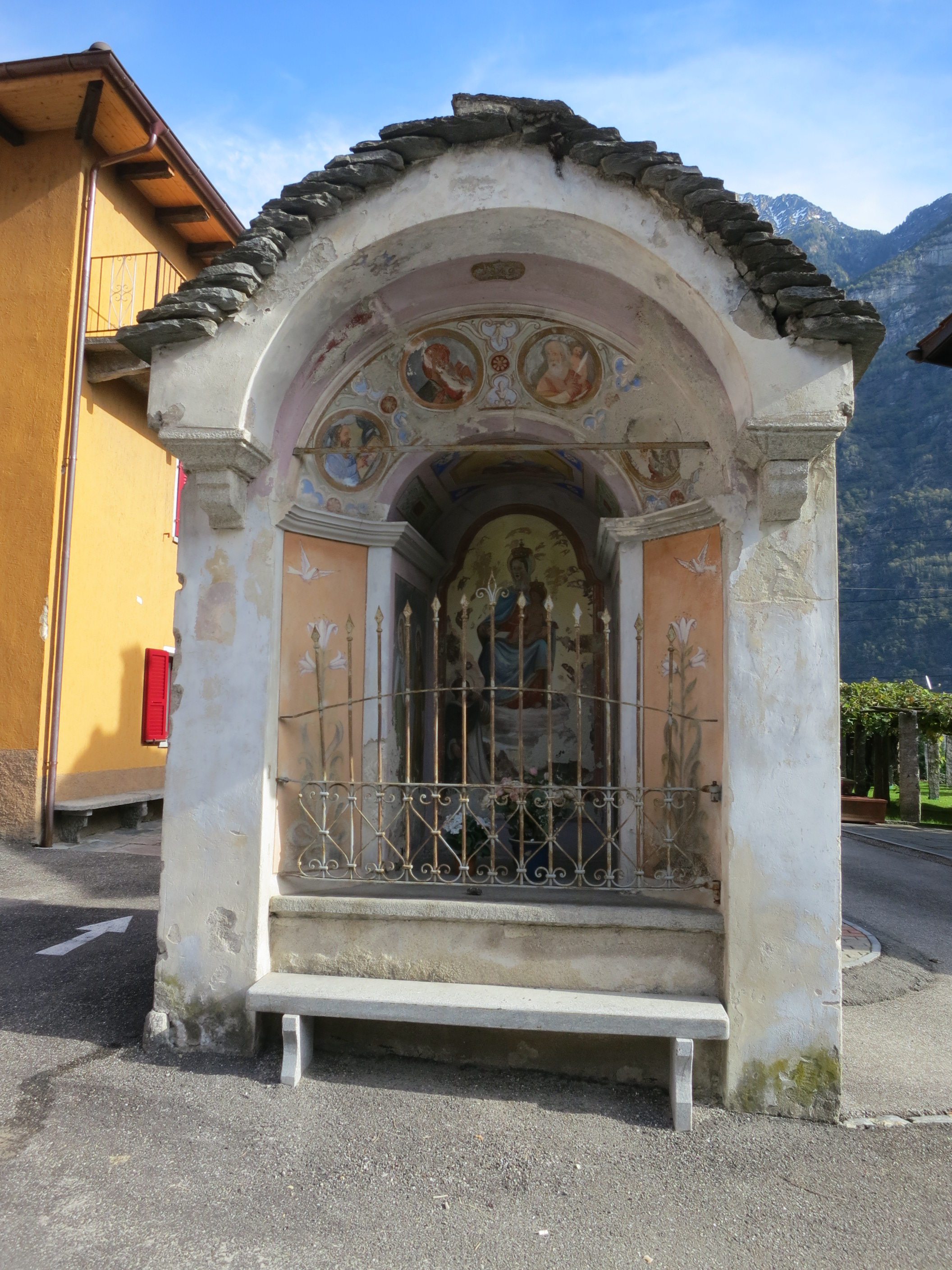
Betkapelle

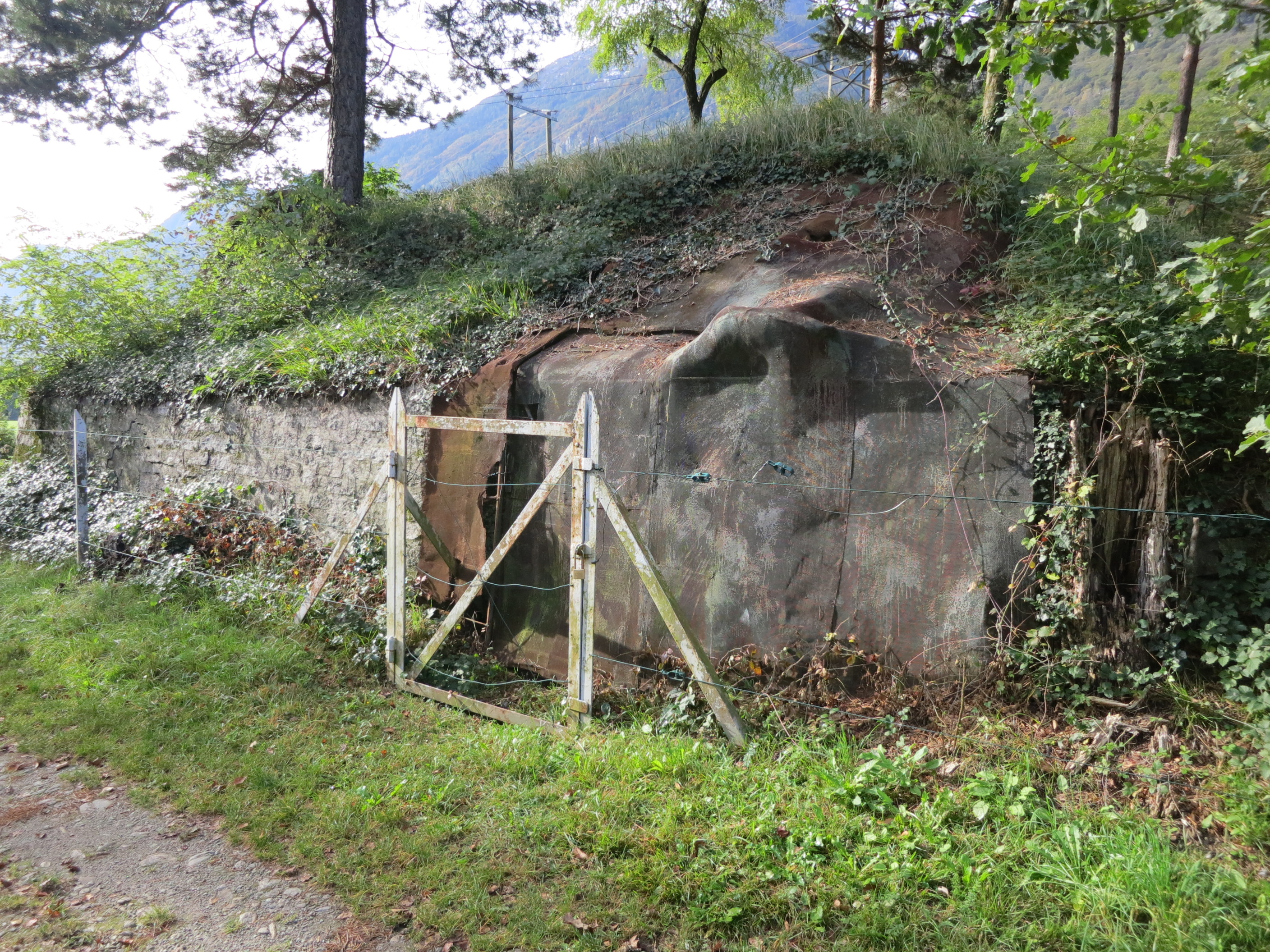
Bunker der Festung Lona

Iragna ist ein Dorf in der Gemeinde Riviera, Bezirk Riviera, im Schweizer Kanton Tessin.

## Geographie
Das Dorf liegt an der Mündung des Val d'Iragna auf der rechten Talseite der Riviera. Es liegt auf 294 m ü. M. und lag über dem Flusslauf des Ticino, der heute begradigt weiter östlich verläuft und die Gemeindegrenze bildete. Heute befindet sich am ehemaligen Flusslauf ein bewaldetes Feuchtgebiet mit mehreren Weihern.
Die Gemeinde erstreckte sich grösstenteils über das Val d'Iragna, das vom Riale d'Iragna durchflossen wird und sich bis zum Poncione Rosso (2506 m ü. M.) erstreckt, der die Grenze zum Val Verzasca bildet. Das heute stark bewaldete Tal wies einst eine umfangreiche Alpwirtschaft auf, doch heute sind alle Alpen aufgegeben, und es ist relativ wild.

## Geschichte
Das Dorf wird 1210 als Vicinia von Inagna erstmals erwähnt. Früher gehörte es mit Prosito, Lodrino und Moleno zur Valle Leventina und sandte zehn Abgeordnete in den Rat des Tals. Seit 1441, zur Zeit der Abtretung der Leventina an den Kanton Uri, gehörte es nicht mehr dazu. Damals schloss der Herzog von Mailand von dieser Abtretung Iragna und Lodrino (mit Prosito und Moleno) aus; diese bildeten bis zur endgültigen Eroberung durch die Schweizer ein herzogliches Vikariat unter der Regierung eines Vikars, den die Dörfer selber wählten.
Iragna war eine selbständige politische Gemeinde, bis es am 2. April 2017 mit den damaligen Gemeinden Cresciano, Lodrino und Osogna zur neuen Gemeinde Riviera fusionierte. Iragna bildet aber nach wie vor eine eigenständige Bürgergemeinde.

## Bevölkerungsentwicklung
Einwohnerzahlen: Volkszählungsdaten

## Sehenswürdigkeiten
- Kirche Santi Martiri Maccabei[4]
- Brücke della Torre[4]
- Brücke im Dorf[4]
- Bunker der Festung Lona
- Zwei Schalensteine im Ortsteil Monte Pont (883 m ü. M.)[5]

## Sport
- FK Drina Iragna[6]

## Persönlichkeiten
- Rodolfo Tartini (1855–1933), Generalvikar in Lugano, Publizist
- Giuseppe Vaccaro (* 26. Oktober 1944 in Satriano; † 12. Februar 2021 in Iragna), Bildhauer[7][8]